# Эллиптический тренажёр

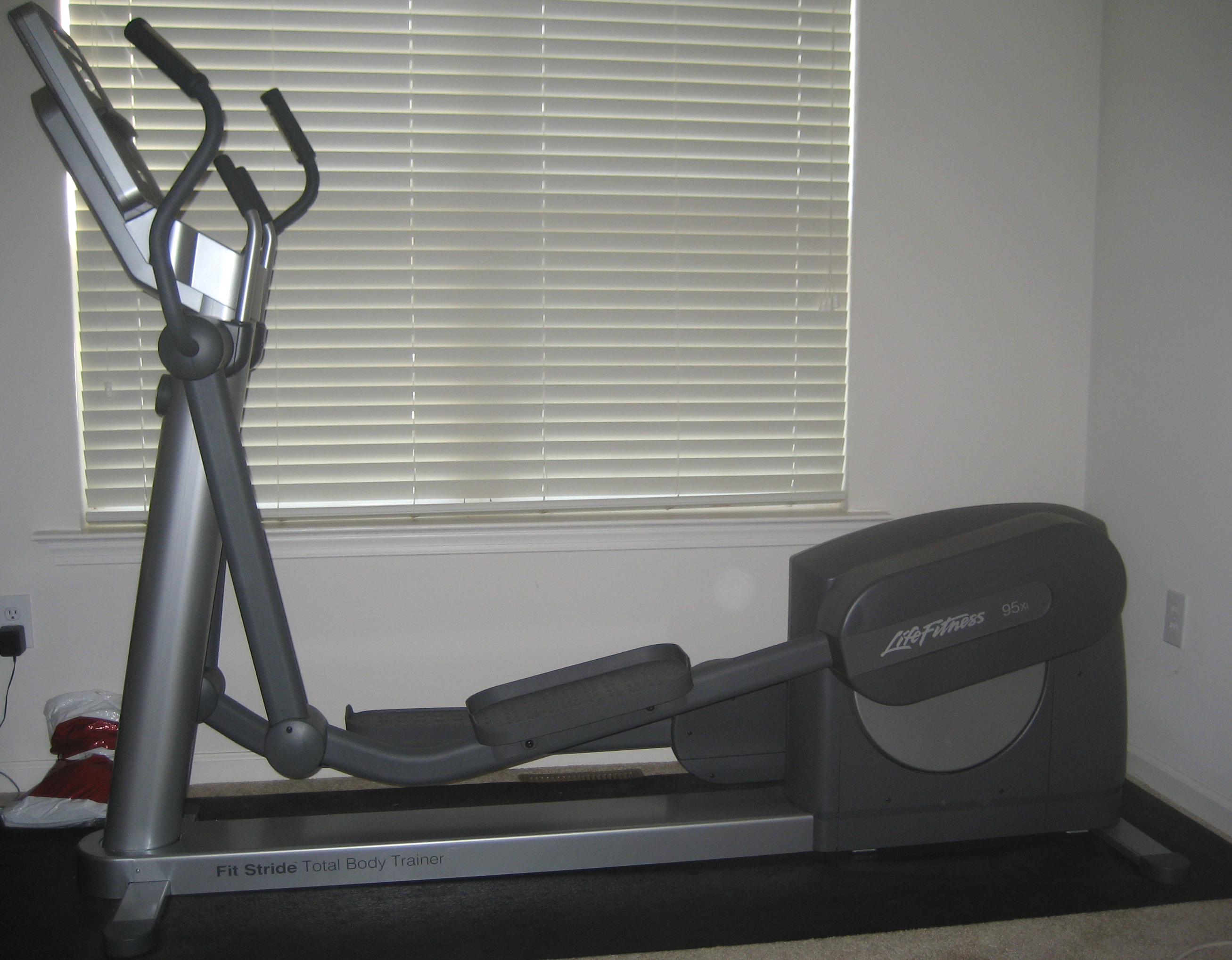
Профессиональный эллиптический тренажёр (заднее расположение маховика)

Эллиптический тренажёр (альтернативное название — орбитрек) — спортивный тренажёр. Движения занимающегося на нём напоминают ходьбу на лыжах. Даёт нагрузку на ноги, руки и спину, тренирует сердце. При этом не даёт ударной нагрузки на суставы, что важно людям с проблемами суставов и позвоночника.
В 1995 году американским инженером Прекором был изобретён эллиптический тренажер, в котором нога перекатывается с носка на пятку как при беге, однако суставы задействованы в меньшей степени.
Занятия на эллиптическом тренажере относятся к кардиотренировкам, поэтому в фитнес-клубах подобные агрегаты находятся в кардиозоне.
Противопоказаниями для занятий на эллиптическом тренажере специалисты называют серьёзные патологии сердца, тромбофлебиты, тяжёлые формы сахарного диабета, онкологические заболевания. Также рекомендуется отказаться от тренировок во время простуды.
Основные характеристики: длина шага, расстояние между педалями, вес маховика, расположение маховика (задний/передний), система нагрузки (механическая, магнитная, электромагнитная).
Длина шага должна подбираться в зависимости от роста занимающегося. Слишком большое расстояние между педалями делает движения неудобными и излишне нагружает коленные суставы.
Механическая система нагрузки — шумная и приводит к износу тренажёра, сейчас практически не применяется. Магнитная система нагрузки работает за счёт постоянных магнитов. Электромагнитная работает за счёт электромагнитов и позволяет наиболее точно регулировать уровень нагрузки.